# Heidelberger Beteiligungsholding
Die Heidelberger Beteiligungsholding AG ist eine deutsche Beteiligungsgesellschaft mit Hauptsitz in Heidelberg. Die Aktie des Unternehmens wird im General Standard der Frankfurter Börse gehandelt. Die absolute Mehrheit der Anteile an der Heidelberger Beteiligungsholding, 88 %, wird mittelbar über die ABC Beteiligungen AG durch die Deutsche Balaton gehalten. Laut Balaton-Konzernabschluss 2017 investiert die Heidelberger Beteiligungsholding überwiegend in börsennotierte Unternehmen und verzinsliche Anlageprodukte, sowohl mit einem langen, als auch mit einem kurzen Investitionshorizont.